# Liste der Kellergassen in Krems an der Donau
Die Liste der Kellergassen in Krems an der Donau führt die Kellergassen in der niederösterreichischen Gemeinde Krems an der Donau an.
| Foto |                 | Kellergasse                      | Standort                        | Beschreibung |
| ---- | --------------- | -------------------------------- | ------------------------------- | --- |
| BW   | Datei hochladen | Friedhofstraße                   | KG: Egelsee Standort            | Die einseitige Einzelkellergasse befindet sich in Hanglage am nördlichen Ortsrand. Sie besteht aus 19 Kellern, mehrheitlich in Schildmauerform, viele erneuerungsbedürftig, auf 150 Metern Länge. |
| BW   | Datei hochladen | Sandlstraße                      | KG: Egelsee Standort            | Die beidseitige Einzelkellergasse befindet sich in einem Graben, ursprünglich am nördlichen Ortsrand, mittlerweile von neueren Bauten umgeben. Sie besteht aus 17 Gebäuden, mehrheitlich in Schildmauerform, auf 150 Metern Länge.                                                                                                |
| BW   | Datei hochladen | Ziegelofengasse                  | KG: Egelsee Standort            | Die beidseitige Einzelkellergasse befindet sich in einem Graben am östlichen Ortsrand. Sie besteht aus 31 Gebäuden, etwa zwei Drittel davon sind Keller in Schildmauerform. |
| BW   | Datei hochladen | Obere Hollenburger Hauptstraße   | KG: Hollenburg Standort         | Die einseitige Einzelkellergasse befindet sich in Hanglage am westlichen Ortsrand. Sie besteht aus zehn Gebäuden, davon sechs traufständigen Kellern, auf 150 Metern Länge. |
| BW   | Datei hochladen | Untere Hollenburger Hauptstraße  | KG: Hollenburg Standort         | Die einseitige Einzelkellergasse befindet sich in Hanglage am östlichen Ortsrand. Sie besteht aus 14 Gebäuden, davon zehn traufständigen Kellern, auf 450 Metern Länge. |
| BW   | Datei hochladen | Wetterkreuzstraße                | KG: Hollenburg Standort         | Die beidseitige Einzelkellergasse befindet sich in einem Graben und umfasst fünf traufständige Keller. |
| ja   | Datei hochladen | Bründlgraben                     | KG: Krems an der Donau Standort | Die beidseitige Einzelkellergasse befindet sich in einem Hohlweg am nordöstlichen Ortsrand von Krems. Sie besteht aus 19 mehrheitlich traufständigen Kellern auf 200 Metern Länge. |
| ja   | Datei hochladen | Frechau, Sandgrube               | KG: Krems an der Donau Standort | Die beidseitige Einzelkellergasse befindet sich in einem Hohlweg östlich außerhalb der Stadt. Sie besteht aus 14 mehrheitlich traufständigen Kellern auf 200 Metern Länge. |
| BW   | Datei hochladen | Gebling                          | KG: Krems an der Donau Standort | Die beidseitige Einzelkellergasse befindet sich in einem Hohlweg östlich außerhalb der Stadt. Sie besteht aus zwölf mehrheitlich traufständigen Kellern auf 200 Metern Länge. |
| ja   | Datei hochladen | Holzgasse, Stratzinger Straße    | KG: Krems an der Donau Standort | Die beidseitige Einzelkellergasse befindet sich in einem Hohlweg bzw. Graben am nordöstlichen Stadtrand. Sie besteht auf 950 Metern Länge aus 51 Gebäuden, darunter 40 Keller, aber auch einige Um- und Neubauten, auch mit Wohnnutzung. Die Keller sind überwiegend traufständig, mehr als ein Drittel ist erneuerungsbedürftig. |
| BW   | Datei hochladen | Langenloiser Straße              | KG: Krems an der Donau Standort | Die beidseitige Einzelkellergasse befindet sich an einer Geländekante am nordöstlichen Stadtrand. Sie besteht auf 800 Metern Länge aus 26 Gebäuden, darunter 16 Keller, aber auch einige Um- und Neubauten, auch mit Wohnnutzung. Die Keller sind überwiegend traufständig und mehrheitlich erneuerungsbedürftig.                 |
| BW   | Datei hochladen | Limbergstraße, Stratzingerstraße | KG: Krems an der Donau Standort | Das beidseitige Kellergassensystem befindet sich in einem Graben und an einer Geländekante westlich außerhalb von Gneixendorf. Es besteht aus 25 mehrheitlich traufständigen Kellern auf 1000 Metern Länge. |
| ja   | Datei hochladen | Obere Weinzierlbergstraße        | KG: Krems an der Donau Standort | Die einseitige Einzelkellergasse befindet sich in Hanglage nordöstlich außerhalb der Stadt. Sie besteht aus 14 Gebäuden, mehrheitlich traufständige Keller, auf 250 Metern Länge. |
| BW   | Datei hochladen | Talland / In der Leithen         | KG: Krems an der Donau Standort | Die einseitige Einzelkellergasse befindet sich an einer Geländekante östlich außerhalb der Stadt. Sie besteht aus 30 Gebäuden, mehrheitlich traufständige Keller, auf 500 Metern Länge. |
| ja   | Datei hochladen | Wolfsgraben                      | KG: Krems an der Donau Standort | Die beidseitige Einzelkellergasse befindet sich nordöstlich weit außerhalb der Stadt. Sie besteht aus etwa zehn Gebäuden auf 200 Metern Länge. |
| ja   | Datei hochladen | Rehberger Kellergasse            | KG: Rehberg Standort            | Die einseitige Einzelkellergasse befindet sich in Hanglage nordöstlich außerhalb des Orts. Sie besteht aus 18 Gebäuden, fast durchwegs traufständige Keller, auf 250 Metern Länge. |
| BW   | Datei hochladen | Fuchsleitenweg                   | KG: Thallern Standort           | Die einseitige Einzelkellergasse befindet sich in Hanglage im südwestlichen Hintaus. Sie besteht aus 19 Gebäuden, überwiegend traufständige Keller, davon die Mehrheit erneuerungsbedürftig, auf 300 Metern Länge. |
| BW   | Datei hochladen | Schweren-Zapfen-Weg              | KG: Thallern Standort           | Das kleine einseitige Kellerensemble befindet sich südwestlich außerhalb von Thallern. |

| Foto:                    | Fotografie der Kellergasse (Gesamtheit). Klicken des Fotos erzeugt eine vergrößerte Ansicht. Daneben finden sich zwei Symbole: \| Weitere Bilder vorhanden \| Das Symbol bedeutet, dass weitere Fotos des Objekts verfügbar sind. Durch Klicken des Symbols werden sie angezeigt. \| \| Eigenes Foto hochladen \| Durch Klicken des Symbols können weitere Fotos des Objekts in das Medienarchiv Wikimedia Commons hochgeladen werden. \| |
| Name:                    | Bezeichnung der Kellergasse |
| Standort:                | Es ist die Katastralgemeinde (KG) angegeben. Durch Aufruf des Links Standort wird die Lage der Kellergasse in verschiedenen Kartenprojekten angezeigt. |
| Beschreibung             | Kurze Beschreibung der Kellergasse |
| Weitere Bilder vorhanden | Das Symbol bedeutet, dass weitere Fotos des Objekts verfügbar sind. Durch Klicken des Symbols werden sie angezeigt. |
| Eigenes Foto hochladen   | Durch Klicken des Symbols können weitere Fotos des Objekts in das Medienarchiv Wikimedia Commons hochgeladen werden. |